# 홍유
홍유(洪儒, ?~?)는 고려 초기의 무신(武臣)이자 고려 개국공신 가운데 한 명이다. 왕건으로부터 홍유(洪儒)라는 성과 이름을 하사받았으며, 태조의 제26비 의성부원부인(義城府院夫人) 홍씨(洪氏)의 아버지이다. 무장 출신임에도 불구하고 언변과 논리가 매우 뛰어났다고 하며 폭군 궁예를 몰아내기 위한 거사를 일으킬 당시 태조를 설득하여 혁명을 완수하고 그를 임금으로 추대하여 고려를 건국하는 공을 세운다.

## 생애
의성부(義城府) 출신이다. 초명은 홍술(弘述)이나 후에 왕건으로부터 홍유(洪儒)라는 성과 이름을 하사받았다.
궁예를 섬겨 마군장군에 올랐다는 것 이외에 태봉 시기에 어떤 활약을 했는지는 알려져 있지 않다.

### 역성혁명과 고려의 개국
918년 배현경, 신숭겸, 복지겸과 함께 몰래 모의하여 밤에 태조 왕건의 집으로 찾아 가서 말하였다.
삼한이 분열되고 뭇 도적이 봉기하였을 때 지금 임금이 용기를 분발하고 크게 호통침으로써 그만 도적들을 쳐 없애고 요좌(遼左) 지방의 3분의 1에서 그 절반 이상을 점유한 후 나라를 건설하고 도읍을 정한 지도 이미 2기(紀－12년)가 넘습니다. 그러나 지금에 와서는 끝을 잘 맺지 못하고 포악한 행위가 태심하여 형벌을 남용하여 처자를 살육하고 관리(臣僚)들을 죽여 없애니 백성은 도탄에 빠져 임금을 원수 같이 여기게 되었는바 걸(桀)이나 주(紂)의 죄악도 이 보다 더하지는 않았을 것입니다. 폭군을 폐위하고 현명한 사람을 세우는 것은 천하의 대의이니 청컨대 공은 은(殷)과 주(周)의 옛일을 본받아 실행하셔야 하겠습니다.

그러나 태조는 거절하였다고 한다.
 나는 충의를 신조로 삼고 있으니 왕이 비록 난폭할지라도 어찌 감히 두 마음을 가지겠는가? 신하로서 임금을 정벌하는 것을 혁명이라고 하는데 나는 실로 박덕한 몸인데 어찌 감히 성탕(湯)과 무왕(武)의 옛일을 본받을 수 있겠는가? 후세의 난신들의 구실로 삼을 것을 두려워하는 바이다. 옛 사람들이 말하기를 ‘하루라도 임금으로 삼았으면 종신토록 주상(主)으로 섬긴다.’라고 하였으며 황차 계찰(季札) 같은 사람은 말하기를 ‘나라를 영유하는 것은 나의 절조가 아니다.’라고 하면서 피해 가서 농사를 지었는데 내가 어떻게 계찰의 절조를 나무릴 수 있겠는가!

그러나 홍유 등은
 시기란 만나기 어렵고 알고도 놓치기 쉬운 것인데 하늘이 주는 것을 받지 않으면 도리어 그 재앙을 받는 법입니다. 해독을 입은 온나라 백성들이 밤낮으로 그를 전복할 것을 생각하고 있으며 또 지위 높고 권세 있는 자들도 모두 학살당하여 얼마 남지 않았습니다. 지금 덕망이 높은 자로서 당신의 위에 설만한 사람은 없는 까닭에 모든 사람들의 뜻이 당신에게 희망을 가지고 있는 형편인데 만약 당신이 수락하지 않는다면 우리들은 언제 죽을지 모르겠습니다. 하물며 왕창근(王昌瑾)의 거울에 나타난 글도 그와 같이 예고하고 있으니 어찌 하늘의 뜻을 위반하고 폭군의 손에 죽겠습니까?”

라고 답하였다. 왕건의 제1부인(훗날의 신혜왕후) 유씨가 갑옷을 들고 들어와 왕건에게 입혀주었다는 것이 그녀의 열전에 수록되어 있다. 왕건이 결단을 내리자 여러 장수들이 그(왕건)를 부축하고 나가 동틀 무렵에 노적가리 위에 앉게 하고 군신의 예를 거행하였다.
그리고 사람을 시켜 급히 외치기를 “왕공(王公)이 이미 정의를 깃발을 들었다.”라고 하였다. 궁예는 이 소식을 듣고 도망하였다. 그러나 왕건에게 호응하는 무리가 1만여 명에 달했다는 삼국사기 궁예편의 기록 등을 보았을 때, 이 날의 정변은 치밀한 계획 하에 이뤄진 것으로 보아야 할 것이다. 이렇게 정변에 성공하여 태봉은 멸망하고 고려가 건국된다.

### 왕건 치세 동안의 활약
이후 왕건은 청주(靑州)가 배반할 것을 우려하여 그와 유금필(庾黔弼)에게 군대 1500명을 인솔시켜 진주(鎭州)에 주둔하여 반란을 방비하게 하였다. 이로써 청주의 반란을 진압하여 불안정했던 고려 정권의 안정에도 기여하였다. 왕건은 그 공으로 그를 대상(大相)으로 승진시켰다. 919년에는 오산성(烏山城)을 예산현(禮山縣)으로 개칭하고 그와 대상 애선안(哀宣安)을 파견하여 유랑민 500여 호를 모아 들였다. 이렇게 그는 고려 개국 초반에는 서부 전선에서 활약했던 것으로 보인다.
929년 말 고창을 구하기 위해 왕건이 출전할 때, 공훤과 함께 죽령을 장악하여 일단 퇴로를 확보하자는 발언을 하였으나 유금필의 결사적 공격 방침이 채택됨에 따라 기각되었다.
935년에는 나주 탈환 작전을 지휘하고자 하였으나 백성의 마음을 얻는 데에는 그리 적합한 인물이 아니라 하여 유금필에게 그 자리를 양보하게 되었다. 고려의 거의 모든 군사력이 동원되었던 것으로 보이는 936년 일리천 전투에서는 우익의 기병을 이끌었다.
시호는 충렬(忠烈)이며, 언제 사망하였는지는 알려져 있지 않다. 태조의 제26비 의성부원부인 홍씨가 그의 딸이다. 그녀는 의성부원대군을 낳았다.

## 가계
- 딸 : 의성부원부인(義城府院夫人)
- 사위 : 태조(太祖, 877~943 재위:918~943)
  - 외손자 : 의성부원대군(義城府院大君)

## 홍유가 등장하는 작품
- 《태조 왕건》(KBS, 2000년~2002년, 배우:송용태)